# 윤성희 (소설가)
윤성희(尹成姬, 1973년 경기도 수원시 ~)는 대한민국의 소설가이다.
1999년 동아일보 신춘문예를 통해 등단했다.

## 주요 작품
- 《레고로 만든 집》, 2001
- 《거기, 당신?》, 2004
- 《감기》, 2007
- 《구경꾼들》, 2010
- 《웃는 동안》, 2011
- 《베개를 베다》, 2016
- 《첫 문장》, 2018
- 《상냥한 사람》, 2019

## 수상
- 제50회 현대문학상(2005)
- 제2회 올해의 예술상 문학부문(2005)
- 제14회 이수문학상 소설부문(2007)
- 제11회 황순원문학상(2011)
- 제14회 이효석문학상(2013)
- 제23회 오늘의 젊은 예술가상 문학부문(2015)
- 제49회 한국일보문학상(2016)
- 제4회 김승옥문학상(2019)